# Cascada Tomata
Cascada Tomata är ett vattenfall i Mexiko.   Det ligger i delstaten Veracruz, i den sydöstra delen av landet, 210 km öster om huvudstaden Mexico City. Cascada Tomata ligger 531 meter över havet.
Terrängen runt Cascada Tomata är lite bergig. Runt Cascada Tomata är det ganska tätbefolkat, med 93 invånare per kvadratkilometer. Närmaste större samhälle är Tlapacoyan, 4,4 km norr om Cascada Tomata. I omgivningarna runt Cascada Tomata växer i huvudsak städsegrön lövskog.